# روبرت بنتلي تود
روبرت بنتلي تود (بالإنجليزية: Robert Bentley Todd)‏ هو عالم وظائف الأعضاء أيرلندي، ولد في 9 أبريل 1809 في دبلن في جمهورية أيرلندا، وتوفي في 30 يناير 1860 في لندن في المملكة المتحدة.

## الحياة المهنية
انتقل تود لاحقًا إلى لندن حيث عمل كطبيب ومحاضر. حصل على درجة الماجستير في العلوم في كلية بيمبروك في أكسفورد عام 1832، ثم حصل على بكالوريوس في الطب في العام التالي، ودرجة دكتور في الطب في عام 1836. سافر تود كثيرًا في أوروبا، حيث ألقى محاضرات عديدة وتعرف على عدد من الرجال البارزين في مجاله. حصل على ترخيص من كلية الأطباء الملكية في عام 1833، وأصبح زميلًا في عام 1837، ومراقبًا في عام 1839- 1840. عُين تود زميلًا في الجمعية الملكية وخدم في المجلس في 1838- 1839. عمل تود في لجنة فرعية من الجمعية البريطانية للبحث في حركات القلب في 1836-1837، وفي 1839- 1840، عمل كممتحن في جامعة لندن. أصبح تود زميلًا في الكلية الملكية للجراحين في عام 1844.
انصب اهتمام تود دائمًا على الطب الفيزيولوجي (وهو مجال كان في مهده آنذاك)، وتحسين التمريض في المستشفيات، ودائمًا ما كان يبدي مستوى عالي من المعرفة العامة والدينية. أصبح أستاذًا في كلية كينجز لندن في 1836، وعُرف بافتتاحه مستشفى كلية كينجز في 1840، وتأسيسه بنائها الجديد في 1851. بدأت راهبات القديس جون عملهن في التمريض في مستشفى كلية كينجز بناءً على دعمه عمومًا.
أجبر تود على الاستقالة من منصب الأستاذية في عام 1853، بسبب ضغط عمله المتزايد كطبيب، وفي السنوات الأخيرة من حياته، زاد ضغط عمله بشكل هائل. وفي النهاية، أجبر على التخلي عن محاضراته السريرية في المستشفى التي ساعد في تأسيسها بسبب تدهور حالته الصحية.
توفي روبرت بنتلي تود، في الغرف التي قدم فيها استشاراته، في منزله الواقع في شارع بروك- 26 في ميدان غروسفينور- وستمنستر في 30 يناير 1860. توفي تود حينها بسبب نزيف في الجهاز الهضمي. دفن تود في مقبرة أول سولز في منطقة كينسال غرين في 4 فبراير 1860.
نصب تمثال لتود في القاعة الكبرى في مستشفى كلية كينجز تقديرًا له.

## الإرث
كان تود أول من وضع مبادئ محددة لعلاج الحالات الخطيرة من الحمى. ناقش في محاضراته اللوملية (نسبةً لجون لوملي) طبيعة الأشكال المختلفة للهذيان وعلاجها، وأظهر الدور المهم الذي لعبه الإرهاق في تدهور حالة المريض، وكيف ساهم النزيف وأدوية التخفيض في ذلك أيضًا، بينما أدى العلاج الداعم إلى الراحة.
امتلك تود مساهمات كثيرة للغاية في المنشورات الطبية، وخصوصًا في موسوعة التشريح والفيزيولوجيا. دمج تود على الفور التكنولوجيا المتاحة حديثًا آنذاك، وخصوصًا المجهر، في دراسة الطب وممارسته العملية، وعمل كقوة فعالة لرفع معايير المعرفة الطبية.
يُذكر تود بابتكاره وصفة لمشروب ساخن من البراندي والبيلون (القرفة البيضاء) وشراب السكر والماء. يسمى هذا النوع المشروب بهوت تودي.